# Бєлогурова Лариса Володимирівна
Лариса Володимирівна Бєлогурова (4 жовтня 1960 , Сталінград  — 20 січня 2015 , Москва ) — радянська акторка театру і кіно, солістка Ленінградського Мюзик-холу, спортсменка (художня гімнастика).

## Біографія
Лариса Бєлогурова народилася 4 жовтня 1960 року у Сталінграді. У 1979 році закінчила хореографічну студію при Ленінградському Мюзік-холі. У 1985 році закінчила ГІТІС. У 1993 році — акторський та режисерський курс Анатолія Васильєва при Школі драматичного мистецтва.
Починала як гімнастка та художня гімнастка, потім професійно займалася танцями. Працювала солісткою Ленінградського Мюзік-холу, виступала на сцені Фрідріхштадтпаласту. Ще студенткою ГІТІС Лариса Бєлогурова почала зніматися в кіно. Акторка знімалася з 1981 по 1992 рік.
Яскравість образів, талант і зовнішність зробили її однією з найактивніших і популярних акторок 1980-х-1990-х. Деякий час працювала в Театрі імені Моссовєта, де була зайнята у виставі «Інфанти». У 1987—1996 рр. служила у театрі «Школа драматичного мистецтва», грала головні ролі у спектаклях Анатолія Васильєва.
Померла від раку у Москві 20 січня 2015 року на 55-у році життя, похована 22 січня у Волгограді на Верхньозареченському цвинтарі.

## Кіно
На кіноекрані Лариса Бєлогурова починала з амплуа романтичних героїнь. Такою вона постала в образі Ольги в гостросюжетній стрічці про часи Громадянської війни режисера Самвела Гаспарова «Шостий» (1981).
Однією з найбільш пам'ятних ролей, що зробили її відомою, стала роль Стелли — головної героїні в музичній телевізійній комедії Яна Фріда «Вільний вітер» (1983) за однойменною оперетою Ісаака Дунаєвського. Вперше на екрані продемонструвала не лише акторську гру, а й танцювальні навички.
Далі були ролі східної красуні Аміни у фільмі-казці «Пригоди маленького Борошна» та принцеси Маліки, доньки Каліфа у казці «І ще одна ніч Шахерезади…».
Вперше від романтичного образу відійшла у картині Ельєра Ішмухамедова «Прощавай, зелень літа…» (1985), зігравши драматичну роль дівчини Ульфат, якій з волі батьків доводиться відмовитися від коханого і вступити в шлюб з іншим. Ця роль, за визнанням акторки, стала її першою «усвідомленою» роботою у кіно. Створила складний драматичний образ Марії у фільмі Валерія Рубінчика «Відступник» (1987). «Тільки після роботи з ним я зрозуміла, що справді романтичний характер неможливий без трагедії».
Потім були Садаф у картині Єрмахмада Аралева «Кумир», що запам'ятовується образом Ніни, дружини Берії, у трагіфарсі Юрія Кари «Бенкети Валтасара, або Ніч зі Сталіним», акторка Галка у фільмі-притчі Віри Глаголєвої «Зламане світло» (1990). 1986 року вийшов фільм «Була не була», де Лариса Бєлогурова грала одну з головних ролей — роль вчительки літератури Ганни Павлівни.
Фільми «Спокій скасовується», «Гори димлять», «Східний роман». Одним з останніх фільмів за участю акторки був фільм «Спогади про „Коровий марш“» 1991 року  режисера Юрія Саакова про історію створення фільму «Веселі хлоп'ята». Акторка зіграла головну роль екскурсоводки та продемонструвала танцювальні й хореографічні навички.
Проте полюбилася і запам'яталася, окрім фільму «Вільний вітер», за двома яскравими ролями: Перша — Вівіан у музичній фантазії-буфф «Острів загиблих кораблів» (1987) Євгена Гінзбурга та Рауфа Мамедова. У цій картині акторка продемонструвала пластику, техніку танцю. Успішним виявилося і партнерство з Костянтином Райкіним.
Друга роль — Настя Смирнова в шахрайському детективі Віктора Сергєєва «Геній» (1991). Лариса Бєлогурова постала в образі коханої головного героя, афериста Сергія Ненашева, якого зіграв Олександр Абдулов. Героїня Бєлогурової — 20-річна, хоча акторці на той час уже виповнилося 30. Ця роль принесла їй велику популярність.
Свою останню роль у кіно — Мамлакат — Лариса Бєлогурова зіграла у 1992 році у мелодрамі Віктора Титова «Східний роман». З того часу не знімалася. Продовжувала ще грати у театрі «Школа Драматичного мистецтва» Анатолія Васильєва до 1996 року, їздила на гастролі до Боготи. У 1996 році пішла з театру.
Начитала текст аудіокниги «Записки Ігуменії Таїсії», що вийшла у 2006 році (спогади ігумені Таїсії Леушинської (Солопової)).

## Фільмографія
- 1981 — Шостий — Ольга, вихованка Данилевського
- 1983 — Вільний вітер — Стелла Маріс
- 1983 — Пригоди маленького Мука — принцеса Аміна
- 1983 — Спокій скасовується — Радда
- 1984 — І ще одна ніч Шехерезади… — принцеса Маліка, дочка Халіфа
- 1985 — Законний шлюб — міліціонерка
- 1985 — Прощавай, зелень літа… — Ульфат
- 1986 — Була не була — Ганна Павлівна, вчителька літератури
- 1987 — Острів загиблих кораблів — Вівіан Кінгман / дружина Володі
- 1987 — Відступник — — «Марія»
- 1988 — Кумир — Садаф
- 1989 — Бенкети Валтасара, або Ніч зі Сталіним — Ніна Теймуразівна Берія
- 1989 — Гори димлять — баронеса фон Штейнберг
- 1989 — Дезертир
- 1990 — Зламане світло — Галка, акторка
- 1991 — Спогад про «Коров'ячий марш» — екскурсоводка
- 1991 — Геній — Настя Смирнова
- 1992 — Східний роман — Мамлакат